# Benito Adán Méndez Bracamonte

Wappen von Benito Adan Mendez Bracamonte

Benito Adán Méndez Bracamonte (* 3. Dezember 1962 in Mene Grande, Zulia, Venezuela) ist ein venezolanischer Geistlicher und römisch-katholischer Militärbischof von Venezuela.

## Leben
Benito Adán Méndez Bracamonte studierte Theologie und Philosophie am Priesterseminar Santa Rosa de Lima in Caracas. Er empfing am 25. Juni 1990 das Sakrament der Priesterweihe für das Bistum Trujillo.
Nachdem er unter anderem Subregens des diözesanen Priesterseminars und Dompfarrer an der Kathedrale von Trujillo war, wurde er im Jahr 2001 in den Klerus des venezolanischen Militärordinariats inkardiniert. Hier war er als Militärkaplan, als Leiter des Ausbildungsseminars und als Generalvikar tätig.
Papst Franziskus ernannte ihn am 8. Juni 2015 zum Militärbischof von Venezuela. Die Bischofsweihe spendete ihm der Erzbischof von Caracas, Jorge Kardinal Urosa, am 10. Juli desselben Jahres. Mitkonsekratoren waren der Erzbischof von Cumaná, Diego Padrón Sánchez, und der Bischof von Barinas, José Luis Azuaje Ayala.